# Canton de Vannes-Ouest
Le canton de Vannes-Ouest est une ancienne division administrative française, située dans le département du Morbihan et la région Bretagne.

## Composition

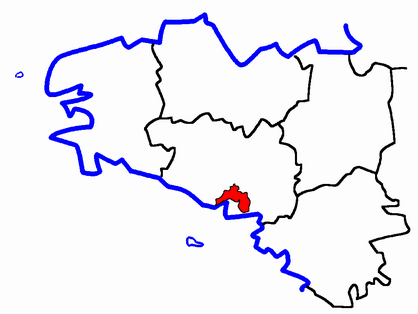
Le canton de Vannes avant la séparation en trois cantons

Le canton de Vannes-Ouest était composé d’une fraction de la commune de Vannes et de six autres communes. Il compte 32 707 habitants (population municipale) au 1er janvier 2012.
| Nom                | Code Insee | Intercommunalité                            | Population (dernière pop. légale)               |
| ------------------ | ---------- | ------------------------------------------- | ----------------------------------------------- |
| Vannes (chef-lieu) | 56260      | CA Golfe du Morbihan - Vannes Agglomération | Fraction : 15 133(2012) Commune : 53 036 (2014) |
| Arradon            | 56003      | CA Golfe du Morbihan - Vannes Agglomération | 5 457 (2014)                                    |
| Baden              | 56008      | CA Golfe du Morbihan - Vannes Agglomération | 4 448 (2014)                                    |
| Île-aux-Moines     | 56087      | CA Golfe du Morbihan - Vannes Agglomération | 606 (2014)                                      |
| Île-d'Arz          | 56088      | CA Golfe du Morbihan - Vannes Agglomération | 242 (2014)                                      |
| Larmor-Baden       | 56106      | CA Golfe du Morbihan - Vannes Agglomération | 905 (2014)                                      |
| Ploeren            | 56164      | CA Golfe du Morbihan - Vannes Agglomération | 6 448 (2014)                                    |

## Représentation

### Conseillers généraux de 1833 à 2015
| Période                                  | Période           | Identité                                          | Étiquette               | Qualité                                                                                                  |
| ---------------------------------------- | ----------------- | ------------------------------------------------- | ----------------------- | --- |
| 1833                                     | 1836              | Pierre Pitel aîné                                 |                         | Négociant en vins à Vannes                                                                               |
| 1836                                     | 1848              | Vincent Jean Marie Caradec                        | Tiers-Parti             | Président du Tribunal civil de Vannes Député (1834-1837)                                                 |
| 1848                                     | 1852              | Antoine Marie Béard du Désert                     |                         | Avocat à Vannes                                                                                          |
| 1852                                     | 1861              | Vincent Jean Marie Caradec                        |                         | Président honoraire du Tribunal civil de Vannes                                                          |
| 1861                                     | 1870              | Michel François Chanu, Comte de Limur (1818-1901) |                         | Propriétaire, Géologue, archéologue préhistorique président de la commission de météorologie du Morbihan |
| 1870                                     | 1873 (démission)  | Jean Joseph Mauricet                              |                         | Docteur-médecin à Vannes                                                                                 |
| 1873                                     | 1883              | René Yves Marie Jollivet                          | Droite                  | Propriétaire, avocat et notaire à Vannes                                                                 |
| 1883                                     | 1889              | Achille Jean-Baptiste Martine                     | Républicain             | Propriétaire, président de la société de gymnastique de Vannes Conseiller municipal de Vannes            |
| 1889                                     | 1895 (décès)      | Eugène Batby-Berquin                              | Droite                  | Avocat à Vannes                                                                                          |
| 1895                                     | 1901              | Alexandre Douaud                                  | Républicain modéré      | Négociant à Vannes                                                                                       |
| 1901                                     | 1913              | Maurice Buguel                                    | Conservateur Catholique | Notaire à Vannes                                                                                         |
| 1913                                     | 1925              | Maxime Letoux                                     | Rad.                    | Docteur en médecine, chirurgien en chef de l'hôpital civil Adjoint au Maire de Vannes                    |
| 1925                                     | octobre 1937      | Auguste Jégourel                                  | Rad.ind.                | Négociant à Vannes                                                                                       |
| octobre 1937                             | 1940              | Jean-Marie Allanic                                | Rad.                    | Adjoint au Maire de Vannes Nommé conseiller départemental en 1943                                        |
|                                          |                   |                                                   |                         | |
| octobre 1945                             | avril 1949        | Pierre Dalido                                     | MRP                     | Ostréiculteur                                                                                            |
| avril 1949                               | mars 1974 (décès) | Léonce Franco                                     | RPF puis RI             | Chef de clinique des hôpitaux de Paris Député (juin à octobre 1962)                                      |
| mars 1974                                | mars 1979         | Paul Chapel                                       | UDF                     | Professeur de Français Maire de Vannes (1977-1983)                                                       |
| mars 1979                                | mars 1985         | Henri Le Rohellec (1938-1989)                     | PS                      | Professeur de lycée Adjoint au Maire d'Arradon                                                           |
| mars 1985                                | mars 1998         | Pierre Pavec                                      | UDF                     | Ingénieur à la Direction départementale de l'agriculture Maire de Vannes (1983-2001)                     |
| mars 1998                                | mars 2004         | Joseph Allano                                     | RPR puis UMP            | Colonel retraité Maire de Ploeren (1995-2001)                                                            |
| mars 2004                                | 2015              | André Gall                                        | PS                      | Ancien Directeur de l'UDAF du Morbihan Maire d'Arradon (1995-2008)                                       |
| Les données manquantes sont à compléter. |                   |                                                   |                         | |

Un nouveau découpage territorial du Morbihan entre en vigueur à l'occasion des élections départementales de 2015. Il est défini par le décret du 21 février 2014, en application des lois du 17 mai 2013 (loi organique 2013-402 et loi 2013-403).
La nouvelle organisation cantonale autour de Vannes fait disparaître les cantons de Vannes-Centre, Vannes-Est et Vannes-Ouest, au profit des cantons de Vannes-1 (centre), Vannes-2 (ouest) et Vannes-3 (nord), dont les bureaux centralisateurs sont situés à Vannes. L'ancien canton de Vannes-Ouest forme la majeure partie du canton de Vannes-2.

### Conseillers d'arrondissement (de 1833 à 1940)
| Période                                  | Période      | Identité                               | Étiquette                   | Qualité |
| ---------------------------------------- | ------------ | -------------------------------------- | --------------------------- | --- |
| 1833                                     | 1848         | André Pierre Marie Paradis (1777-1863) |                             | Négociant, Président du Tribunal de commerce à Vannes                                                       |
|                                          |              |                                        |                             | |
| 1877                                     | 1880 (décès) | François Jollivet-Castelot (1840-1880) |                             | Ancien vice-consul de France en Syrie puis à Liverpool, propriétaire à Vannes                               |
|                                          |              |                                        |                             | |
| 1895                                     | 1897 (décès) | Jean-Louis Le Rohellec (1829-1897)     |                             | Maire d'Arradon (1876 à 1893)                                                                               |
| 1897                                     | 1904         | Camille Le Gouguec (1871-1932)         | Conservateur                | Cultivateur, maire de Baden                                                                                 |
| 1904                                     | 1919         | Louis Botherel                         | Républicain antiministériel | Cultivateur à Laroiseau, Vannes                                                                             |
| 1919                                     | 1922         | Julien Mathurin Le Hébel (1858-1925)   | Radical                     | Conseiller municipal de Vannes                                                                              |
| 1922                                     | 1940         | Joseph Le Brix                         | Radical                     | Maire de Baden                                                                                              |
| 1940                                     |              |                                        |                             | Les conseils d'arrondissement ont été suspendus par la loi du 12 octobre 1940 et n'ont jamais été réactivés |
| Les données manquantes sont à compléter. |              |                                        |                             | |

## Démographie
| 1962 | 1968 | 1975 | 1982 | 1990   | 1999   | 2006   | 2011   | 2012   |
| ---- | ---- | ---- | ---- | ------ | ------ | ------ | ------ | ------ |
| -    | -    | -    | -    | 23 965 | 29 644 | 30 930 | 32 428 | 32 707 |